# Prison Break
Prison Break (Prison Break: Em Busca da Verdade, no Brasil e Fuga da Prisão, em Portugal) é uma série de televisão norte-americana de ação, crime e drama transmitida originalmente pela Fox de 29 de agosto de 2005 a 30 de maio de 2017. Em 2015, a Fox anunciou uma quinta temporada com 9 episódios, que estreou a 4 de abril de 2017.
A história gira em torno de Lincoln Burrows, um homem que foi sentenciado à morte por supostamente ter assassinado o irmão da vice-presidente dos EUA, e seu irmão, Michael Scofield, um engenheiro civil, que cria um plano para resgatá-lo da prisão antes que  seja executado. Michael, considerado um gênio criativo por seu psiquiatra, tatua o mapa do presídio (camuflado por outras imagens) no corpo  e assalta um banco para, assim ser preso e enviado para a Penitenciária Estadual de Fox River, onde seu irmão está no corredor da morte. Dentro da prisão, Scofield precisa fazer alianças perigosas com presidiários  de alta periculosidade, como T-Bag, um pedófilo assassino condenado a prisão perpétua, e John Abruzzi, ex-chefe da máfia. Enquanto Michael se ocupa com a execução do plano, do outro lado dos muros de Fox River, Veronica Donovan, amiga, advogada e ex-namorada de seu irmão, usa todas as suas forças para buscar  inocentá-lo. Aos poucos, descobre-se que existe uma grande conspiração por trás de tudo, que envolve desde a vice-presidente dos Estados Unidos até um enorme grupo de multinacionais envolvidos em todos os níveis da indústria e do governo estadunidense, denominado "A Companhia".
O último episódio ocorreu no final da quarta temporada. Além do último episódio, a série conta com um filme intitulado "O Resgate Final" (The Final Break), que, na realidade, corresponderia aos episódios especiais de números 23 e 24, que não entraram na cronologia da série. O filme aborda o que ocorreu no salto temporal de quatro anos, mostrado no último episódio, que foi ao ar na Fox estadunidense, no dia 15 de maio de 2009. "O Resgate Final" (The Final Break) foi lançado oficialmente em 21 de julho de 2009 nos Estados Unidos, simultaneamente nos formatos de DVD e blu-ray, e foi lançado em 21 de outubro de 2009 no Brasil.
No dia 16 de maio de 2016 a Fox apresentou sua programação de séries para a temporada 2016-17, e divulgou também os trailers das novas produções, entre eles, o da quinta temporada de Prison Break, que, em 24 horas, chegou a 42 milhões de visualizações no Youtube e Facebook, e rapidamente se tornou o mais assistido de todos.
Em 5 de janeiro de 2018 a FOX renovou a série para uma 6ª temporada, cujo roteiro ainda estava em desenvolvimento e ainda não tinha data de estreia prevista. Contudo, em agosto de 2018 a FOX anunciou que a 6ª temporada não estava mais em desenvolvimento.

## Temporadas

### 1ª temporada
O irmão de Michael Scofield, Lincoln Burrows, está no corredor da morte e será executado na cadeira elétrica em alguns meses, após ser condenado por um assassinato, que Michael está convencido que Lincoln não cometeu. Michael decide assaltar um banco para ser preso e levado para a Penitenciária Estadual Fox River, o mesmo local onde seu irmão está a cumprir pena. Uma vez lá dentro, Michael um engenheiro estrutural com as plantas da prisão tatuadas no corpo começa a executar um elaborado plano de jota para libertar Lincoln e provar sua inocência.
Com a ajuda de seu companheiro de cela, Fernando Sucre, Michael começa a criar alianças com grupo de diferentes prisioneiros, alguns perigosos, incluindo o ex-chefão da máfia John Abruzzi, Charles Westmoreland, um homem que muitos acreditam ser o famoso ladrão D.B. Cooper acusado de ter roubado um milhão e meio de dólares, Theodore "T-Bag" Bagwell, preso pela prática de estupros e abuso sexual de menores e David 'Tweener' Apolskis, um jovem preso por furtos. No lado de fora, Michael tem apenas uma aliada, sua advogada e amiga de longa data, Veronica Donovan, que também é a ex-namorada de Lincoln. Esta, a fim de provar a inocência do ex-namorado e proteger seu filho L.J. das autoridades, conta com a ajuda do agente Nick Savrin, um advogado que possui ligações misteriosas com a máfia e com Abruzzi. Entre outros personagens, também estão a Dra. Sara Tancredi que Michael acaba por visitar diversas vezes na enfermaria do presídio e por quem acaba se apaixonando, o policial Brad Bellick, que está determinado a vigiar seu novo prisioneiro; e Henry Pope, o diretor da penitenciária de Fox River, com quem Michael finge ter um relacionamento próximo, quase uma relação entre pai e filho.
Após uma série de adversidades e dificuldades, Michael e companhia conseguem fugir pela janela da sala da enfermaria, através de um cabo de força. Durante essa fuga, Charles, que estava ferido, desde que teve uma luta com Bellick "o guarda da prisão", morre antes mesmo de atravessar o cabo de força, mas antes revela onde está o dinheiro roubado. Durante a fuga, T-Bag tem uma de suas mãos amputadas por Abruzzi e procura tratamento. devido a pressão da polícia o avião de John Abruzzi decola sem todos eles (incluindo o mesmo), forçando os a empenharem uma fuga a pé, terminando assim a primeira temporada, com a polícia no encalço deles.

### 2ª temporada
Nessa segunda temporada a fuga agora não é mais de uma cadeia, mas sim do país todo, pois agora são fugitivos procurados, tendo suas fotos divulgadas por todo os Estados Unidos, além da Companhia atrás dos irmãos. Veronica descobre a verdade de que o homem que Lincoln foi acusado de ter matado não está morto e tudo não passava de um plano da vice-presidente Caroline Reynolds, e logo após isso é assassinada por um agente da Companhia.
A companhia coloca no caso o agente especial do FBI Alexander Mahone, que também é extremamente inteligente, ele consegue deduzir os passos de Michael Scofield pela análise de suas tatuagens(onde o plano de fuga de Michael estava gravado). Pope demite-se do cargo de diretor de Fox River, pois é injustamente acusado de abuso de poder. Bellick, que foi demitido por aceitar propina dos presos, vai a procura dos fugitivos para receber a enorme recompensa, então descobre sobre  o dinheiro de Westmoreland. Mahone que estava sendo chantageado pela companhia, por ter "executado" um maníaco, recebe a ordem de eliminar os irmãos e todos os outros fugitivos, e sendo assim mata Abruzzi (que foi se vingar de Otto Fibonacci)e Tweener e deixa Haywire suicidar-se. Sucre vai a procura de Maricruz. C-Note é preso, pois sua filha doente precisava de tratamento, (nesse meio tempo sua esposa é presa, mas C-Note resolve se entregar para Mahone, fazendo que sua esposa saia da prisão)mas depois tem a chance de começar a sua vida novamente fazendo um acordo com os federais para depor contra Mahone, nas execuções dos fugitivos. T-Bag rouba o dinheiro de Charles e foge para o Panamá, sendo seguido por Bellick e Sucre. Kellerman captura Sara e tenta matá-la. Kellerman, após ser traído pela companhia, entrega-se e salva Sara de ser acusada, livrando também Lincoln de todas as acusações.
Michael, Lincoln e Sara se encontram no Panamá, e tudo parece que vai dar certo, quando o agente da companhia, Kim, aparece. Sara atira em Kim e o trio foge da polícia que chega no exato momento, Lincoln se separa, Michael e Sara são encurralados. Então, Michael assume a morte de Kim, para evitar que Sara seja detida, e acaba por ser enviado para a Penitenciaría Federal de Sona, no Panamá, considerada uma das mais violentas e perigosas do mundo, juntamente com Bellick, que havia caído em uma armadilha de T-bag, e Mahone, que foi acusado de posse de drogas e é condenado a 10 anos de prisão na mesma prisão que Scofield.

### 3ª temporada
Michael, T-Bag, Mahone, e Bellick estão presos em uma prisão chamada Sona. Sara desaparece juntamente com LJ, que estão de reféns de uma agente da companhia chamada Gretchen, pois Michael foi colocado em Sona de propósito, com a missão de fugir de lá com James Whistler, um homem que a companhia quer do lado de fora. Nesse meio tempo, Michael tem contato com o chefão da prisão Lechero (traduzido "Leiteiro", em português, pela Fox Film do Brasil). Gretchen dá orientações a Lincoln, dizendo que Michael tem sete dias para fugir de Sona, ou Sara e LJ serão executados. Sofia é a namorada de Whistler, e está disposta a ajudar Lincoln a salvar os seus entes queridos. Sucre começa a trabalhar de coveiro em Sona, para ajudar Michael a fugir.
Após uma tentativa de Lincoln resgatar Sara e LJ, uma caixa é enviada para Lincoln com a cabeça de Sara. Michael, para fugir da prisão, faz alianças com Bellick, Mahone e Lechero (que se junta a eles por estar perdendo o poder lá dentro). No fim, Michael consegue fugir de Sona através de um túnel junto com Mahone, Whistler e McGrady (um jovem jogador de basquete que ele conheçeu lá), deixando para trás Lechero, Bellick e T-Bag. Sucre, mesmo sendo preso, pois T-Bag o entrega, não revela o paradeiro deles. Michael resolve utilizar Whistler em uma troca por LJ, mas Whistler foge, logo depois Lincoln consegue captura-lo.
Michael e Lincoln fazem a troca de Whistler por LJ. Whistler se junta a Gretchen e contratam Mahone para trabalhar com eles. Lincoln resolve ficar com LJ e Sofia no Panamá, e Michael vai para os Estados Unidos atrás de vingança contra Gretchen e a companhia pela morte de Sara. Enquanto isso, T-Bag mata Lechero, e se torna o novo chefão de Sona.

### 4ª temporada
Michael descobre que Sara Tancredi ainda está viva e a reencontra. T-Bag, Sucre e Bellick conseguem sair de Sona, provocando um incêndio. Um policial da Agência de Segurança Nacional chamado Self, promete dar liberdade a Michael e seus companheiros (Lincoln, Sucre, Bellick, Mahone e Sara) se conseguissem pegar SCYLLA que todas acreditam ser a lista negra da companhia, mas que na verdade esconde grandes segredos. Michael elabora então um plano para roubar, ou melhor, copiar os seis cartões e poder então invadir a Companhia e roubar a Scylla.  Whistler é assassinado por um assassino da companhia chamado Wyatt.
Enquanto isso,informações do livro de pássaros de Whistler, T-Bag descobre uma identidade falsa que seria usada por ele e se infiltra na corporação GATE, que é o prédio vizinho a Companhia. Durante o plano para invadir a companhia, Bellick acaba morrendo ajudando o grupo. Michael está muito doente (tumor no cérebro) e precisa ir para o hospital para ser curado, porém recusa para poder ajudar o grupo a invadir o local. Enquanto isso, Gretchen (que não trabalha mais para a Compahia) e T-Bag só pensam em enganar o grupo e poder trocar Scyll por 125 milhões que havia prometido um Chines.
Michael, junto com Sucre, Lincoln e Alex, invadem a GATE (prédio ao lado de onde a companhia se localiza) e conseguem Scylla de volta. Cumprindo a missão, Michael entrega Scylla a Self, o qual foge, acabando com a esperança de todos de se tornarem livres e poderem constituir uma vida normal. Self foge com Scylla, que finge para a Agência de Segurança Nacional que Lincoln matou a mulher da recepção do prédio da GATE (agente disfaçada, parceira de Self) e que também foi baleado por ele, porém a agência consegue descobrir que Self havia "trocado de lado". A Agência, juntamente ao Senador que ajudava Self, tomam a decisão de matar todos os envolvidos na operação para não serem presos, uma vez que a mesma era secreta e não foi autorizada. Michael e Lincoln são salvos por Sucre. Michael e os outros vão atrás de Self para pegar Scylla de volta. Self e Gretchen dão Scylla para um possível comprador para testar e ele foge com Scylla e tenta matar Gretchen e Self.
A Compahia oferece um tratamento alternativo ao "problema" de Michael em troca de Scylla. Lincoln reconhece a situação grave de Michael e a única escolha dele para salvar seu irmão é recuperar Scylla de volta, só que para a companhia e com a ajuda de T-Bag, Gretchen, Mahone e Self. Michael descobre que sua mãe está viva, que trabalha para a Compahia e que está com Scylla. Mahone acha algumas chaves que podem ser a porta para achar Scylla. Ele e Lincoln vão para o sul procurar por isso, Lincoln só acha uma foto antiga de sua mãe gravida de Michael e ele ao lado dela em frente a um carro, que foi alterada, dando uma pista de seu paradeiro. Enquanto isso Bagwell e Self vão para Little Havana em uma igreja procurar o que há em outra porta, eles acham armas automáticas e alguns cartões de segurança. O episódio 17 termina com Christina (mãe de Lincoln e Michael) ordenando o atirador pessoal dela matar Lincoln, pois ele sabia muitas coisas de Christina e que se contasse para o general ela seria caçada. Mais tarde ela revela que Lincoln é adotado e por isso tão diferente de Michael.(por isso também ela não via problemas em matar Lincoln)
Christina, em posse de Scylla tenta vendê-lo, mas Lincoln e Michael conseguem recuperar o dispositivo. Mais tarde, Michael, agora em posse de Scylla, perde o rastro do irmão; Lincoln foi capturado por Christina, que atirou nele para forçar Michael a entregar-lhe o dispositivo. Tendo Sara capturada pela Companhia, Michael, em conjunto com Mahone, arma uma cilada para Christina, enquanto Michael procura resgatar Sara. Michael salva Sara e Mahone salva Lincoln. Sara atira em Cristina para salvar Michael. Além disso, Sucre e C-Note ressurgem na história, tendo C-Note procurado Sucre para ajudá-lo a encontrar os irmãos, em troca de exoneração para todos. Kellerman, que não apareceu na história  desde o fim da segunda temporada, surge como aliado das Nações Unidas com o objetivo de adquirir Scylla.
Michael entrega o dispositivo em troca da exoneração de todos os envolvidos, menos T-Bag, que volta à Fox River. Após uma cena na praia de Michael e Sara (que dá a entender que ele ainda tem o tumor) a história  continua, quatro anos depois, mostrando C-note feliz com sua família; a filha de Sucre estudando; Self em estado vegetativo, igual a sua esposa; Mahone casou com a agente que trabalhava com ele e o ajudou a fugir; T-Bag na cadeia vendo um preso ler um livro de auto ajuda da GATE, e ficando irado; e o General sendo executado na cadeira elétrica; Sofia e Lincoln ficaram juntos. E depois mostra a última e mais comovente cena de toda série onde Sara, o filho Michael Jr., Lincoln, Mahone e Sucre se reúnem no Panamá para uma visita ao túmulo de Michael Scofield. Ao som de "Lay it Down Slow.

### 5ª temporada
Novas pistas aparecem, sugerindo que Michael, inicialmente tido como morto, pode estar vivo. Lincoln e Sara se reúnem novamente para armar a maior fuga até agora e trazem três dos mais notórios fugitivos da Penitenciária Fox River para ajudá-los a resgatar Michael Scofield.

### Curiosidades
Prison Break já foi proibido de ser exibido em 13 prisões Americanas.
O personagem interpretado por Michael tinha o corpo todo coberto por tatuagens, e o ator não tem... Assim sendo, o processo de maquiagem e efeitos para que o ator tivesse o corpo todo tatuado levava em torno de aproximadamente quatro horas toda vez.

## Elenco e personagens
| Ator                | Personagem                          | Temporadas | Temporadas   | Temporadas   | Temporadas   | Temporadas |
| Ator                | Personagem                          | 1ª         | 2ª           | 3ª           | 4ª           | 5ª         |
| ------------------- | ----------------------------------- | ---------- | ------------ | ------------ | ------------ | ---------- |
| Wentworth Miller    | Michael Scofield                    | Regular    | Regular      | Regular      | Regular      | Regular    |
| Dominic Purcell     | Lincoln Burrows                     | Regular    | Regular      | Regular      | Regular      | Regular    |
| Amaury Nolasco      | Fernando Sucre                      | Regular    | Regular      | Regular      | Regular      | Regular    |
| Robert Knepper      | Theodore "T-Bag" Bagwell            | Regular    | Regular      | Regular      | Regular      | Regular    |
| Sarah Wayne Callies | Sara Tancredi                       | Regular    | Regular      | Recorrente   | Regular      | Regular    |
| Wade Williams       | Bradley "Brad" Bellick              | Regular    | Regular      | Regular      | Regular      |            |
| Rockmond Dunbar     | Benjamin Miles "C-Note" Franklin    | Regular    | Regular      |              | Participação | Regular    |
| Peter Stormare      | John Abruzzi                        | Regular    | Recorrente   |              | Participação |            |
| Muse Watson         | Charles "D.B. Cooper" Westmoreland  | Regular    |              |              | Participação |            |
| Lane Garrison       | David "Tweener" Apolskis            | Regular    | Recorrente   |              |              |            |
| Silas Weir Mitchell | Charles "Haywire" Patoshik          | Regular    | Recorrente   | Participação |              |            |
| Marshall Allman     | L.J. Burrows                        | Regular    | Regular      | Recorrente   | Participação |            |
| Stacy Keach         | Henry Pope                          | Regular    | Regular      |              |              |            |
| Robin Tunney        | Veronica Donovan                    | Regular    | Participação |              |              |            |
| Patricia Wettig     | Caroline Reynolds                   | Regular    | Regular      |              |              |            |
| Jeff Perry          | Terrence Steadman                   | Regular    | Recorrente   |              |              |            |
| Frank Grillo        | Nick Savrinn                        | Regular    |              |              |              |            |
| Camille Guaty       | Maricruz Delgado                    | Recorrente | Recorrente   | Participação |              |            |
| William Fichtner    | Alexander Mahone                    |            | Regular      | Regular      | Regular      |            |
| Paul Adelstein      | Paul Kellerman                      | Regular    | Regular      |              | Participação | Regular    |
| Barbara Eve Harris  | Felicia Lang                        |            | Regular      | Recorrente   | Recorrente   |            |
| Jodi Lyn O'Keefe    | Gretchen Morgan                     |            |              | Regular      | Regular      |            |
| Leon Russom         | General Jonathan Krantz             |            | Recorrente   | Regular      | Regular      |            |
| Reggie Lee          | Bill Kim                            |            | Regular      |              |              |            |
| Kim Coates          | Richard Sullins                     |            | Regular      | Recorrente   | Recorrente   |            |
| Danay Garcia        | Sofia Lugo                          |            |              | Regular      | Participação |            |
| Chris Vance         | James Whistler                      |            |              | Regular      | Convidado    |            |
| Robert Wisdom       | Norman "Lechero" St.John            |            |              | Regular      |              |            |
| Carlo Alban         | Luis "McGrady" Gallego              |            |              | Regular      |              |            |
| Michael Rapaport    | Donald Self                         |            |              |              | Regular      |            |
| Shannon Lucio       | Trishane "Trish" Smith/Miriam Holtz |            |              |              | Regular      |            |
| Cress Williams      | Wyatt Mathewson                     |            |              |              | Regular      |            |
| Kathleen Quinlan    | Christina Rose Scofield             |            |              |              | Regular      |            |
| James Hiroyuki Liao | Roland Glenn                        |            |              |              | Regular      |            |
| Augustus Prew       | Whip                                |            |              |              |              | Regular    |
| Rick Yune           | Ja                                  |            |              |              |              | Regular    |
| Mark Feuerstein     | Jacob Ness "Poseidon"               |            |              |              |              | Regular    |
| Numan Acar          | Abu Ramal                           |            |              |              |              | Regular    |
| Inbar Lavi          | Sheba                               |            |              |              |              | Regular    |
| Kunal Sharma        | Sid                                 |            |              |              |              | Recorrente |
| Akin Gazi           | Omar                                |            |              |              |              | Recorrente |

## Exibição no Brasil
A Rede Globo exibiu a primeira temporada de Prison Break de 2 de fevereiro a 5 de março de 2009. A emissora emendou a primeira com a segunda temporada que começou a ser exibida em 6 de março, com um episódio especial no qual os dois primeiros episódios foram compilados em apenas um, e com a transmissão do último episódio em 3 de abril de 2009.
A audiência da série agradou à cúpula da emissora carioca, o que motivou a exibição de duas temporadas em sequência. A trama de Scofield e seu irmão garantiu, nos dois meses que esteve no ar, a liderança para a emissora. No dia 17 de março de 2011 a série voltou à grade da Rede Globo, onde foram exibidas a terceira e quarta temporadas em sequência, além do filme "Prison Break - The Final Break", que encerra a história.
A série estreou na Rede Bandeirantes em 8 de janeiro de 2012. A segunda temporada começou a ser exibida no dia 5 de maio de 2012 e se encerrou no dia 28 de agosto. Reestreou em julho de 2014, nas madrugadas de sábado para domingo.

## Recepção da crítica
Em sua primeira temporada, Prison Break teve recepção geralmente favorável por parte da crítica especializada. Com base de 32 avaliações profissionais, alcançou uma pontuação de 65% no site Metacritic. Por votos dos usuários do site, atinge uma nota de 8.9, usada para avaliar a recepção do público.

## Prêmios e indicações
- People's Choice Award – 2006
  - Drama Revelação Favorito TV
- Golden Globe Award – 2005[8]
  - Melhor Drama TV
  - Melhor Actor em Drama TV – Wentworth Miller
- Eddie Award – 2006
  - Best Edited One-Hour Series for Comercial Television – Mark Helfrich (pelo episódio piloto)
- Saturn Award – 2006
  - Melhor Ator TV – Wentworth Miller Cristian Deivis
  - Melhor Série Network TV
- Television Critics Association Awards – 2006[9]
  - Melhor Drama Revelação
- Prémios Emmy do Primetime – 2006[10]
  - Outstanding Main Title Theme Music – Ramin Djawadi